# チャタム・ケント
チャタム・ケント（英: Chatham-Kent）は、カナダのオンタリオ州南西部に位置する地方行政区のひとつ。単一層自治体で市制が敷かれている。市内の多くは田園と農地が広がっている。

## 歴史
1790年代、テムズ川 (Thames River) の周辺にあった海軍工廠が、市の前身であるチャタム市の始まりである。
19世紀のさなか、この地域は地下鉄道の一部であった。このため、チャタム・ケントはアフリカ系カナダ人の史跡を辿る場所のひとつとなっている。アメリカからカナダへと逃亡してきた奴隷・難民を受け入れるために1841年に作られた「アンクル・トムの小屋」は博物館となっている。
1998年にケント郡とチャタム市は合併しチャタム・ケント市となった。市内に23の地区（町や村）をかかえる。

## 経済
チャタム・ケントは農業と自動車産業を主体に、多角的な経済の発展が見られる。チャタム市の自動車産業はカナダ発祥の自動車会社のひとつであったグレイ・ドート・モーターズ (Gray-Dort Motors) が基礎となっている。

## 交通

### 鉄道
- VIA鉄道

### 高速道路
- 400番台オンタリオ・ハイウェイ
  - ハイウェイ401号線 (Highway 401)

### バス
- CKトランジット（CK Transit）

### 空港
- チャタム・ケント市営空港（Chatham-Kent Municipal Airport）：IATAコードはXCM。